# Pseudanapis wilsoni
Pseudanapis wilsoni är en spindelart som beskrevs av Forster 1959. Pseudanapis wilsoni ingår i släktet Pseudanapis och familjen Anapidae. Inga underarter finns listade i Catalogue of Life.